# Shenango Valley Mall
Shenango Valley Mall est un centre commercial américain situé à Hermitage, en Pennsylvanie. Ouvert en 1975, il est en perte de vitesse à la fin des années 2010 et voit en mars 2017 la fermeture de deux locomotives que sont les enseignes Macy's et Sears.